# Abdesalam Kames
Abdesalam Kames Ezwae (ar. محمود مخلوف, ur. 12 kwietnia 1974) – libijski piłkarz grający na pozycji pomocnika.

## Kariera klubowa
Karierę piłkarską Kames rozpoczął w klubie Olympic Azzaweya. W jego barwach zadebiutował w pierwszej lidze libijskiej. W 2006 roku odszedł do Al-Ittihad Trypolis. W 2007 roku wywalczył z Al-Ittihad potrójną koronę - mistrzostwo, Puchar Libii i Superpuchar Libii. Po roku gry w Al-Ittihad wrócił do drużyny Olympic.

## Kariera reprezentacyjna
W reprezentacji Libii Kames zadebiutował w 2003 roku. W 2006 roku w Pucharze Narodów Afryki 2006 rozegrał 2 spotkania: z Wybrzeżem Kości Słoniowej (1:2 i gol) i z Marokiem (0:0). Od 2003 do 2006 rozegrał 14 spotkań w kadrze narodowej i strzelił 1 gola.